# Bythiospeum alzense
Bythiospeum alzense е вид коремоного от семейство Hydrobiidae.

## Разпространение
Видът е разпространен в Германия и Франция.